# Plesiodipsas perijanensis
Plesiodipsas perijanensis là một loài rắn trong họ Rắn nước. Loài này được Aleman mô tả khoa học đầu tiên năm 1953.